# Artematopus densepunctatus
Artematopus densepunctatus is een keversoort uit de familie Artematopodidae. De wetenschappelijke naam van de soort is voor het eerst geldig gepubliceerd in 1926 door Pic.